# Max von Schillings
Max Ernst Julius von Schillings, född den 19 april 1868 i Düren, Rhenprovinsen, Preussen, död den 24 juli 1933 i Berlin, var en tysk tonsättare, bror till Karl Georg Schillings.
Schillings idkade musik- och universitetsstudier i Bonn och München, gjorde sig efter hand känd genom större kompositioner och fick professors titel 1903 samt anställdes 1908 som dirigent vid Stuttgarts hovteater, med titeln generalmusikdirektör. Schillings blev 1911 filosofie hedersdoktor i Tübingen och Heidelberg samt adlades 1912. Samma år blev han ledamot av Musikaliska akademien i Stockholm. 
Hans musikdrama Ingwelde (1894) ställde honom med ens i främsta ledet av Richard Wagners epigoner. På samma gång som Schillings där visade sig ha fullständigt tillägnat sig mästarens stil och teknik, röjdes drag av egenart i melodiskt, tematiskt och instrumentalt avseende. Schillings övriga sceniska verk är det glättiga Der Pfeifertag (1899, i "Mästersångarnas" anda), Moloch (1906) och det med mycket bifall hälsade Mona Lisa (1915), som lär förete någon påverkan av Richard Strauss och vid vars urpremiär svensken John Forsell medverkade i den svartsjuke makens roll. 
Schillings komponerade vidare en symfonisk prolog till Sofokles Konung Oidipus (1900), musik till Aischylos Oresteia (samma år) och till första delen av Goethes Faust (1908), orkesterfantasierna Meergruss och Seemorgen (1896), Ein zwiegespräch (för violin och violoncell med liten orkester, 1897), en violinkonsert, en stråkkvartett, melodramerna Hexenlied (1902), Kassandra, Eleusisches fest och Jung Olaf (1898), den hymniska rapsodin Dem verklärten (efter Schiller, 1905), kantaten Hochzeitslied (efter Goethe), Glockenlieder för tenor och orkester, ett 40-tal sånger vid piano med mera.